# Sphingonaepiopsis gracilipes
Sphingonaepiopsis gracilipes är en fjärilsart som beskrevs av Hans Daniel Johan Wallengren 1860. Sphingonaepiopsis gracilipes ingår i släktet Sphingonaepiopsis och familjen svärmare. Inga underarter finns listade i Catalogue of Life.